# Jack Pelter
Jack Anthony Pelter (Barrow-in-Furness, 30 luglio 1987) è un calciatore neozelandese, difensore del Metro.

## Carriera
Ha disputato nove partite di OFC Champions League tra la stagione 2009-2010 e la stagione 2010-2011.